# Colson Cays
Colson Cays är öar i Belize. De ligger i distriktet Belize, i den östra delen av landet, 70 km öster om huvudstaden Belmopan.